# Кирвилер
Кирвилер (фр. Kirviller) насеље је и општина у Француској у региону Лорена, у департману Мозел.
По подацима из 2011. године у општини је живело 148 становника, а густина насељености је износила 58,27 становника/km².

## Демографија
| 1962. | 1968. | 1975. | 1982. | 1990. | 2011. |
| ----- | ----- | ----- | ----- | ----- | ----- |
| 158   | 157   | 133   | 114   | 107   | 148   |